# Karol I Andegaweński
Karol I Andegaweński, fr. Charles Ier d’Anjou, it. Carlo I d’Angiò (ur. w marcu 1226, zm. 7 stycznia 1285 w Foggi) – król Sycylii, Neapolu, Jerozolimy i Albanii, książę Achai, hrabia Andegawenii, Maine, Prowansji i Forcalquier, syn króla Francji Ludwika VIII Lwa i Blanki Kastylijskiej, córki króla Alfonsa VIII Szlachetnego. Jego starszymi braćmi byli król Ludwik IX Święty, hrabia Robert I d’Artois i Alfons z Poitiers.
Dzięki poparciu papiestwa uzyskał koronę Sycylii. Dążył do opanowania basenu Morza Śródziemnego i podboju Bizancjum. Jego ambitne plany zniweczyły nieszpory sycylijskie z 1282 roku, które doprowadziły do utraty Sycylii i wojny z Aragonią, która ciągnęła się jeszcze wiele lat po śmierci Karola.

## Wczesne lata życia
Karol dorastał w czasach, gdy jego matka była regentką w imieniu jego starszego brata, króla Ludwika IX. Blanka, poświęcająca większość swojego czasu poskramianiu niesfornych baronów, nie miała dużo czasu dla swoich dzieci. Była bliżej związana tylko z królem Ludwikiem, który jej całkowicie ufał. Pozostałym dzieciom, w tym Karolowi, który był najbardziej podobny do matki, nie okazywała głębszych uczuć.
Równie chłodne były relacje Karola z jego najstarszym bratem. Ludwik był surowy w obejściu z braćmi, jeśli ci przekroczyli granicę jego pobłażliwości. Na początku faworyzował najstarszego ze swoich młodszych braci, hrabiego Roberta. Gdy ten zginął podczas krucjaty egipskiej, w 1250 roku, jego miejsce u boku Ludwika zajął kolejny z braci, Alfons (hrabia Tuluzy), który po śmierci Blanki w 1252 stał się jednym z najbliższych doradców Ludwika.
Nierozpieszczany przez bliskich Karol nauczył się liczyć tylko na siebie. Był wysoki i dobrze zbudowany. Miał oliwkową cerę, odziedziczoną po przodkach matki i wydatny nos, cechę charakterystyczną rodu Kapetyngów. Odebrał gruntowne wykształcenie i przez całe życie wykazywał upodobanie do sztuk pięknych i poezji. Był bardzo ambitny, wytrwale dążył do osiągnięcia każdego celu jaki przez sobą postawił. Był człowiekiem surowych obyczajów i pobożnym, aczkolwiek jego pobożność służyła bardziej realizacji jego własnych ambicji. Wypływała ona z przekonania, że jest wybranym instrumentem w rękach Boga.

## Małżeństwa
Karol był dwukrotnie żonaty. Pierwszy raz ożenił się 31 stycznia 1246 w Aix-en-Provence z Beatrycze (1234 – 23 września 1267), córką hrabiego Prowansji Rajmunda Berengara IV i Beatrycze, córki Tomasza I, hrabiego Sabaudii. Beatrycze była młodszą siostrą Małgorzaty (królowej Francji), Eleonory (królowej Anglii) i Sanchy (żony Ryszarda, pretendenta do tronu Niemiec). Karol i Beatrycze mieli razem czterech synów i trzy córki:
- Ludwika (ur. i zm. 1248 w Nikozji)
- Blankę (1250 – lipiec 1269), żonę Roberta III, hrabiego Flandrii
- Beatrycze (1252 – 1275), żonę Filipa I, tytularnego cesarza łacińskiego
- Karola II Kulawego (1254 – 5 maja 1309), króla Neapolu
- Filipa (1256 – 1 stycznia 1277), tytularnego króla Tesaloniki
- Roberta (1258–1265)
- Elżbietę lub Marię (1261 – ok. 1300), żonę Władysława IV Kumańczyka, króla Węgier.

Po śmierci pierwszej żony ożenił się ponownie, 18 listopada 1268 w Trani, z Małgorzatą (1250 – 4 września 1308), córką Eudoksjusza Burgundzkiego, hrabiego Nevers, i Matyldy II, pani de Bourbon, córki Archambauda IX, pana de Bourbon. Karol i Małgorzata mieli razem jedną córkę, Małgorzatę, zmarłą w dzieciństwie.

## Hrabia Prowansji i Andegawenii

Herb Karola jako hrabiego Andegawenii

Rodzina nie okazywała Karolowi zbyt wielu uczuć, ale zadbała o jego status materialny. W swoim testamencie król Ludwik VIII zapisał swojemu nienarodzonemu jeszcze dziecku (pod warunkiem, że będzie to syn) hrabstwa Maine i Andegawenię. Karol objął je w posiadanie w 1247 roku, gdy ukończył 20 lat. Rok wcześniej rodzina ożeniła go z piękną Beatrycze Prowansalską, najmłodszą z czterech córek hrabiego Rajmunda Berengara IV. Dzięki temu małżeństwu Karol został hrabią Prowansji i Forcalquier, gdyż jego teść przekazał wszystkie swoje posiadłości Beatrycze, odpowiednio wyposażając starsze córki. Sumy posagowe nie zostały im jednak wypłacone w całości, co spowodowało, że szwagierki (a zwłaszcza najstarsza, królowa Małgorzata) znalazły się w konflikcie z Karolem. Nowy hrabia znalazł wkrótce kolejnego wroga, swoją teściową Beatrycze Sabaudzką, z którą pokłócił się o wdowie dożywocie.
Karol przybył do Prowansji w 1246 roku z armią prawników i księgowych. Prawnicy mieli ocenić, jakie prawa przysługują hrabiom Prowansji, a księgowi oszacować dochody. Karol traktował Prowansję jako niezależne władztwo, nic nie robiąc sobie z teoretycznej podległości Cesarstwu. Zresztą cesarz Fryderyk II Hohenstauf nie miał siły, aby swoje zwierzchnictwo nad Prowansją wyegzekwować. Największym problemem Karola byli więc prowansalscy baronowie i miasta, przywykłe za rządów poprzednich hrabiów do znacznej niezależności.
Poczynania Karola rychło wzbudziły niechęć Prowansalczyków, podsycaną przez teściową Karola, która twierdziła, że jej mąż zapisał jej w testamencie hrabstwo Forcalquier w osobiste władanie oraz prawo do użytkowania Prowansji. Feudałowie zawiązali własną ligę, w której prym wiedli Barral z Les Baux i Bonifacy z Castellane. Przeciwko Karolowi wystąpiły również największe miasta – Marsylia, Arles i Awinion – które proklamowały rządy komunalne na wzór włoski. Kiedy w 1247 Karol udał się na północ po inwestyturę Andegawenii i Maine, miasta owe zawiązały alians obronny.
Karol nie miał chwilowo czasu na rozprawę z oponentami. W sierpniu 1248 wyruszył, razem z bratem, na wyprawę krzyżową. Przed odjazdem porozumiał się z teściową, której odstąpił Forcalquier oraz 1/3 dochodów prowansalskich. Jego wyjazd zaktywizował opozycję. Karol dzielnie stawał podczas zdobywania Damietty i bitwy pod Al-Mansurą. Kiedy jednak Ludwik IX ogłosił, że każdy kto zechce może powrócić do kraju, Karol skwapliwie skorzystał z okazji i już w październiku 1250 przybył do Aigues-Mortes.
Wykorzystując przewagę wojskową i działania dyplomatyczne, eliminował przeciwników jednego po drugim. W kwietniu 1251 poddało się Arles, w maju Awinion, w czerwcu skapitulował Barral z Les Baux. W sierpniu Karol zaatakował Marsylię, ale został odparty. Rozpoczął więc oblężenie miasta, które skapitulowało w czerwcu 1252. Karol łagodnie obszedł się z pokonanymi. Potwierdził ich dawne prawa i przywileje. Marsylia zachowała swój ustrój komunalny, ale musiała uznać Karola za swojego suwerena.
W listopadzie 1252 zmarła królowa Blanka. Ludwik IX wciąż przebywał na Wschodzie, więc regencję objęli wspólnie Karol i Alfons. Wtedy też otrzymał od papieża Innocentego IV propozycję otrzymania korony sycylijskiej. Pomysł nie spodobał się Alfonsowi, a i Ludwik przysłał ze Wschodu list odradzający Karolowi przyjęcia tego tytułu. Karol wmieszał się wówczas w spór o sukcesję we Flandrii i Hainaut, interweniując po stronie hrabiny Małgorzaty II przeciwko jej synowi Janowi. Dzięki swoim działaniom uzyskał hrabstwo Hainaut i tytuł strażnika Flandrii. Wkrótce zaczął wprowadzać swoje wojska do Flandrii. Wieści o poczynaniach Karola dotarły do Ludwika IX jeszcze na Wschodzie. Po powrocie króla do Francji w 1254 nakazał Karolowi wycofanie się z hrabstwa. W 1256 zadecydował o pozostawieniu Flandrii w rękach Małgorzaty i przekazaniu Hainaut Janowi.
Karol wrócił więc do Prowansji, gdzie rządy w jego imieniu sprawowali seneszalowie, w tym Barral z Les Baux, który stał się lojalnym sługą Karola. Inni baronowie wciąż jednak wichrzyli, a Marsylia wciąż była niespokojna. Karol ponownie skłócił oponentów ze sobą, a dzięki interwencji króla Ludwika w listopadzie w 1256 uzyskał zrzeczenie się przez teściową Forcalquier. W Marsylii partia profrancuska dokonała przewrotu i objęła władzę. Kiedy w mieście pojawił się Karol podpisała z nim nowy traktat, który likwidował polityczną samodzielność miasta.
Po uspokojeniu Prowansji Karol zajął się poszerzaniem swoich włości. W 1257 nabył prawa do kilku baronii w dolnych Alpach oraz uzyskał tytuł regenta królestwa Arles. W 1258 hrabia Ventimiglii uznał Karola za swojego zwierzchnika. W 1259 Karol, przekupstwem i groźbami, uzyskał Cueno, Albę i Cherasco w południowym Piemoncie. W roku 1260 podporządkowali mu się hrabiowie z Mondovi, Cevy, Biadrate i Saluzzo.
Gdy w 1262 Karol udało się do swoich ziem w Andegawenii, w Prowansji ponownie wybuchł bunt. Zrewoltowali się baronowie pod wodzą Bonifacego z Castellane, a Marsylczycy obalili partię profrancuską. Wsparcia buntownikom udzieliła Genua, a i Aragonia skłaniała się ku interwencji. Lojalny wobec Karola pozostał Barral z Les Baux, mimo iż jego kuzyn Hugon przystał do rebelii. Dzięki jego wpływom powstanie nie rozprzestrzeniło się. Karol natychmiast powrócił do Prowansji. Genuę obłaskawił oddając jej część hrabstwa Ventimiglii. Pokonał w polu zbuntowanych baronów, a Bonifacy i Hugon udali się na wygnanie. Nie chcąc drażnić króla Aragonii Karol przystał na jego mediację z Marsylią. Miasto nie utraciło swoich przywilejów, ale musiało zburzyć mury miejskie. Buntownicy nie ponieśli kary.
Łaskawość Karola opłaciła mu się w przyszłości. W Prowansji więcej już nie wybuchły bunty przeciwko jego panowaniu, a Prowansalczycy dochowali mu wierności nawet w najtrudniejszych momentach jego włoskiej wyprawy, do której teraz przygotowywał się Karol.

## Podbój Sycylii

### Kandydat do korony
W tym czasie papiestwo szukało swojego kandydata do tronu Królestwa Sycylii, którego mogłoby wystawić przeciwko obecnemu królowi, nieprzychylnemu papieżom Manfredowi. Początkowo kandydatem papiestwa był Edmund, młodszy syn króla Anglii Henryka III. Jednak zamiar wprowadzenia angielskiego księcia na tron okazał się nierealny i Urban IV, papież od 1261 r., zaczął rozglądać się za nowym kandydatem. Uważał on, że papiestwu mógł pomóc tylko Francuz, więc rozpoczął negocjacje z królem Ludwikiem IX.
Mimo nieprzychylnego stanowiska Ludwika papieskim kandydatem został właśnie Karol. Opór brata udało mu się po kilku miesiącach przełamać i w czerwcu 1263 r. otrzymał wolną rękę w negocjacjach z papiestwem. Rychło Karol zawarł z papieżem traktat, który zabraniał mu starania się o godność cesarza lub chociażby urzędnika cesarskiego. Nie mógł ingerować w sprawy kościelne i nie miał prawa wymagać od poddanych posłuszeństwa. Zyskiwał za to pełne poparcie papiestwa w wojnie z Manfredem. Wkrótce jednak Manfred zaczął odnosić coraz poważniejsze sukcesy w Italii, co poprawiło pozycję Karola, który wytargował sobie liczne ustępstwa ze strony papieża.
Na jesieni 1264 r. zmarł papież Urban. Rok później jego następcą został Klemens IV. Utrzymał on ścisły sojusz z Karolem, który w międzyczasie kazał stracić pojmanych opozycjonistów prowansalskich i skonfiskował ich majątki. Zawarł również porozumienie z Genuą i Ferrarą. 10 maja 1265 r., ponaglany przez papieża, wsiadł na statek w Marsylii i pożeglował do Ostii.

### Najazd

Herb Karola jako króla Sycylii

Burza ukryła okręty Karola przed patrolującą Morze Liguryjskie eskadrą sycylijską i pretendent do korony stanął na kotwicy w Ostii 20 maja. 23 maja wkroczył do zajętego przez Manfreda Rzymu, entuzjastycznie witany przez mieszkańców. Zamieszkał początkowo w pałacu papieskim na Lateranie, ale później przeniósł się do pałacu senatorskiego na Kapitolu. Karol zyskał sympatię Rzymian, którzy 21 czerwca nadali mu godność senatorską. 28 czerwca czterech kardynałów udzieliło mu inwestytury na królestwo Sycylii. Karolowi udało się w następnych miesiącach przeciągnąć na swoją stronę część stronników Manfreda, który w takiej sytuacji wycofał się do Apulii.
6 stycznia 1266 r., Karol został wraz z żoną ukoronowany w kościele św. Piotra na króla Sycylii. Karol pożyczył od papieża ogromne sumy na opłacenie armii, na czele której chciał zaatakować Manfreda na jego ziemi. 15 stycznia 1266 r. do Rzymu przybyły posiłki francuskie i Karol, wobec topniejących funduszy, zdecydował się zaatakować Manfreda. 20 stycznia opuścił Rzym.
Starożytną via Latina Karol pomaszerował przez Anagni i Frosinone i przekroczył granicę na rzece Liri, nie napotykając oporu. Błyskawicznie Karol zdobył 32 zamki i skierował się w kierunku wzgórz samnickich. 25 lutego nad rzeką Calore niedaleko Benewentu doszło do spotkania obu armii. Nazajutrz, w piątek 26 lutego 1266 r., obie armie stanęły naprzeciw siebie. Na przedzie swoich wojsk Karol ustawił piechotę oraz 900 prowansalskich rycerzy pod wodzą Hugona de Mirepoix. Karol osobiście dowodził rycerzami ze środkowej Francji i Langwedocji. Drugą linię tworzyły ponadto włoscy gwelfowie pod wodzą Gwidona Guerry. W trzeciej linii stanęły oddziały północnofrancuskie pod wodzą Roberta Flandryjskiego i Gilesa Le Brun.
Bitwę rozpoczęło starcie francuskiej piechoty z manfredowymi Saracenami. Szala przechyliła się na korzyść Saracenów, ale nagły atak jazdy prowansalskiej zmusił ich do ucieczki. Wówczas na Prowansalczyków uderzyła jazda niemiecka. Karol wysłał swoim w sukurs oddziały drugiej linii. Niemcy przypuścili jednak atak zanim trzecia linia wojsk Manfreda, złożona z oddziałów włoskich, zdążyła zająć pozycję. Wykorzystał to Karol, który rzucił na Włochów oddziały trzeciej linii. Włosi nie dotrzymali pola i rzucili się do ucieczki. Widząc to Manfred rzucił się w wir walki i wkrótce został zabity. Do wieczora Karol był panem pola bitwy.
Przez kilka dni Karol ze swoją armią przebywał w Benewencie. Później ruszył w kierunku Neapolu. 7 marca nastąpił uroczysty wjazd do miasta. Papież był uradowany. 6 maja pisał w liście do swojego legata w Anglii: Nasz najdroższy syn Karol włada w pokoju całym Królestwem, a w jego mocy są również gnijące zwłoki człowieka, który był źródłem wszelkiej zarazy, oraz żona tegoż, dzieci i skarbiec. Karol okazał wyrozumiałość swoim dotychczasowym przeciwnikom, z których większość przeszła na jego stronę. Do konfiskat majątku dochodziło rzadko, głównie wtedy, gdy Karol nie miał innego wyjścia. Po kraju rozjechali się urzędnicy skarbowi, którzy mieli za zadanie oszacować dochody króla i nadzorować ściąganie należności.
Twardy styl rządów Karola, jak również jego osobowość nie zyskały mu poparcia nowych poddanych. Karol, z natury surowy i nieprzystępny, sprawiał wrażenie człowieka zimnego i obojętnego. Jego sztywne rządy i wysokie podatki wywoływały protesty mieszkańców. Pogorszyły się również stosunki Karola z papieżem. W maju 1267 r. król niechętnie oddał godność senatora rzymskiego. Wkrótce jednak niepokoje w Rzymie skłoniły papieża do dania Karolowi wolnej ręki w północnej Italii. W ciągu kilku miesięcy Karol poddał swoim wpływom tę część Półwyspu. Zbrojnie roztoczył swoją władzę nad Toskanią, pomimo protestów papieża. Tymczasem stronnicy Manfreda zgrupowali się wokół kolejnego kandydata do sycylijskiej korony.

### Konradyn
Pretendentem owym był Konradyn, wnuk cesarza Fryderyka II. W 1267 r. wojska jego stronników wkroczyły do Italii i zajęły Rzym, a na Sycylii wybuchło powstanie. Urzędnicy Karola zostali wyrzuceni z wyspy. Karol tymczasem wciąż walczył w Toskanii, dopiero na początku 1268 r., w wyniku nalegań papieża, skierował się na południe. W Viterbo spotkał się jeszcze z Klemensem, od którego otrzymał tytuł wikariusza Cesarstwa w Lombardii. 24 lipca 1268 r. do Rzymu przybył Konradyn. Karol w tym czasie oblegał zbuntowaną Lucerę. Na wieść o tym Karol odstąpił od oblężenia i ruszył na północ.
9 sierpnia Karol dotarł do Scurcoli. W pobliże jedynej drogi, którą można było się dostać do Apulii. Do decydującej bitwy z oddziałami Konradyna doszło 23 sierpnia 1268 r. niewiele dalej, pod miejscowością Tagliacozzo. Karol podzielił swoją armię na trzy hufce. Pierwszy składał się z włoskich gwelfów, drugi z hufców francuskich, którymi dowodził marszałek Henryk de Cousances, trzeci hufiec stanowił rezerwę wojsk.
Początek starcia nie przebiegał po myśli Karola. Dwa jego pierwsze hufce zostały pokonane i odrzucone przez jazdę niemiecką. Karol chciał rzucić im na pomoc rezerwę, ale ostatecznie został przekonany, aby poczekał, aż ścigające jego oddziały wojska przeciwnika zajmą się plądrowaniem taborów. Tak też się stało i wkrótce na polu bitwy pozostał tylko niewielki oddziałek, w którym znajdował się Konradyn. Wówczas Karol dał rozkaz do ataku. Szarża zaskoczyła przeciwnika, który nie spodziewał się sił Karola. Oddziałek Konradyna nie był przygotowany do walki i młody książę rzucił się do ucieczki. Widząc to plądrujące tabor oddziały niemieckie również poszły w rozsypkę. Karol obronił swoje królestwo.
Konradyn uciekł z pola bitwy, ale został pojmany i wydany Karolowi. Ten zdecydował się ostatecznie pozbyć konkurenta. Po pokazowym procesie Konradyn został ścięty 29 października 1268 r. na rynku w Neapolu. Karol uważał, że po śmierci Konradyna nic już nie zagrozi jego rządom. Do końca 1270 r. Karol zdobył Lucerę i zdusił powstanie na Sycylii.

## Polityka wewnętrzna Karola
Król Karol zostanie panem największej części świata. Należy ona bowiem do niego i dla niego została stworzona – śpiewał nadworny trubadur Karola, Piotr z Castelnau. Pewny swojego tronu w Neapolu Karol mógł snuć śmiałe marzenia. Sprzyjał temu fakt, że 29 listopada 1268 r. zmarł papież Klemens IV. Karol już wcześniej otrzymał godność dożywotniego rzymskiego senatora, teraz osobiście objął władzę w Wiecznym Mieście. Usprawnił on aparat skarbowy, sądownictwo i siły porządkowe, nosił się nawet z zamiarem utworzenia uniwersytetu. Poczynania Karola zyskiwały mu sympatię Rzymian. W 1270 r. jego pomnik stanął na Kapitolu.
Nadany mu przez Klemensa tytuł cesarskiego wikariusza w Lombardii Karol wykorzystał, aby ostatecznie podporządkować sobie Toskanię. Wiosną w 1270 r. w sojuszu z Genuą uspokoił Pizę, a w sierpniu zmusił do kapitulacji Sienę. Karol umocnił również swoje wpływy w Piemoncie. Po śmierci Konradyna nie obawiał się najazdu na Italię, więc mógł pozwolić sobie na wyrozumiałość w stosunku do mieszkańców Toskanii.
Na taką wyrozumiałość nie mogli liczyć Sycylijczycy, który po stłumieniu buntu padli ofiarą krwawych represji. Karol całkowicie przebudował administrację wyspy na wzór francuski. Z Francuzów rekrutowali się także urzędnicy. Konfiskowano majątki każdemu, który nie przedstawił dokumentów potwierdzających swoją własność. Te majątki nadawano francuskim stronnikom Karola. Usprawniono działalność sądów. Ludność narzekała jednak na ogromne podatki, które miały finansować ambitne plany Karola. Rozbudowany aparat skarbowy dbał o regularny dopływ pieniędzy do skarbca. Innym źródłem dochodów Karola był handel. Karol popierał kupców i nadawał im spore przywileje.
Karol żywo interesował się działaniem swojej administracji. Prowadził niemal koczowniczy tryb życia. Z dworem i armią urzędników nieustannie przemierzał kraj, wzbudzając tym niezadowolenie miast, które musiały utrzymywać tak liczny orszak. Dopiero pod koniec życia Karol najwięcej czasu spędzał w Neapolu, który stawał się faktyczną stolicą państwa. Karol kazał sobie wybudować w Neapolu rezydencję – Castel Nuovo. Po 1269 rzadko opuszczał swoje królestwo. Dwukrotnie odwiedził Rzym, raz udał się do Toskanii, raz na krucjatę do Tunisu, pod koniec życia odwiedził Francję. Na Sycylii przebywał tylko raz, w drodze do Tunisu.
Karol rządził twardo, ale sprawiedliwie. Żyjący w pokoju kraj bogacił się. Mimo to rządy Karola nie cieszyły się popularnością. Nadmierne podatki i nadużycia administracji wywoływały niezadowolenie ludności. Drażniła ją również obsadzanie stanowisk państwowych Francuzami i Prowansalczykami. Karol niezwykle wysoko cenił swoje francuskie posiadłości, które przynosiły mu wiele dochodów. W jego imieniu rządzili nimi prewoci, kasztelanowie i bajlifowie. Równie spore dochody przynosiła mu Prowansja, teraz już jedna z najwierniejszych jego posiadłości.

## Sen o śródziemnomorskim imperium

Herb Karola jako króla Jerozolimy

Karol poszedł w ślady Manfreda w jego planach odbudowy łacińskiego cesarstwa w Konstantynopolu, które upadło w 1261 r. Jednym z pierwszych przedsięwzięć Karola było wysłanie ekspedycji, która zajęła wyspę Korfu i okoliczne twierdze. Karol doszedł do porozumienia z Baldwinem II, obalonym cesarzem. Za cenę Karolowego poparcia, Baldwin oddawał mu zwierzchnictwo nad księstwem Achai oraz wyspami na Morzu Egejskim, z wyjątkiem Chios, Lesbos, Samos i Amorgos. Syn Baldwina, Filip, poślubił córkę Karola, Blankę. W razie bezpotomnej śmierci Filipa cesarzem miał zostać Karol.
Karol rychło wysłał swoich przedstawicieli do księcia Achai Wilhelma II, który bardzo ucieszył się ze zmiany suzerena. Karol próbował również zawrzeć antybizantyjski sojusz z Mongołami, ale jego starania nie przyniosły efektu. Lepiej mu poszło z Węgrami. Sojusz ten został umocniony dwoma małżeństwami, które pozwolą później Andegawenom sięgnąć po tron Węgier.
Imperialne plany Karola na krótko pokrzyżowała inwazja Konradyna. Po jej odparciu powrócił do swoich planów. Umocnieniu uległ jego związek z księstwem Achai. Karol wydał swojego syna Filipa za córkę księcia Wilhelma na podobnych zasadach jakie towarzyszyły małżeństwu jego córki z dziedzicem cesarskiego tytułu. Początek działań wojennych wyznaczono na lato 1270 r. Wywołało to niepokój cesarza Michała VIII, który gorączkowo szukał sposobu, aby uniemożliwić Karolowi inwazję. W końcu obiecał unię z Kościołem Rzymskim, ale jej warunki były nie do przyjęcia dla kardynałów.
Ostatecznie Karol nie wyprawił się na Konstantynopol, gdyż król Ludwik IX zdecydował się przedsięwziąć kolejną, VII wyprawę krzyżową. Ludwik chciał aby w tej krucjacie towarzyszył mu Karol. Ten niechętnie się na to zgodził, nie chcąc popaść w konflikt z bratem, z którego zdaniem liczyła się europejska opinia publiczna. Postanowił jednak wyciągnąć z tej krucjaty jak największe korzyści dla siebie. To jego pomysłem było, aby krucjata zaatakowała Tunis.
8 lipca 1270 r. Karol opuścił Neapol i udał się na Sycylię. Do Palermo przybył 13 lipca i przebywał tam przez miesiąc. 20 sierpnia udał się do Trapani na zachodzie wyspy. Stamtąd odpłynął do Tunezji. Kiedy przybył na miejsce okazało się, że armia krzyżowców została zdziesiątkowana przez dżumę, na którą 25 sierpnia zmarł król Ludwik. Karol rozpoczął negocjacje z emirem Tunisu Mustansirem i 1 listopada podpisał traktat dający jego kupcom swobodę handlu w Tunezji. Następnie krzyżowcy powrócili do Italii.
Wraz ze śmiercią króla Ludwika pogorszyła się pozycja Karola na dworze francuskim. Nowy król, Filip III Śmiały, podziwiał stryja, ale znajdował się pod przemożnym wpływem matki, Małgorzaty Prowansalskiej, która nienawidziła króla Sycylii. W drodze powrotnej do Francji udało się zebrać wszystkich kardynałów w jednym miejscu i doprowadzić po 3-letnim oczekiwaniu do wyboru papieża. Nowy papież przyjął imię Grzegorza X.
Tymczasem Karol powiększał swoje posiadłości w Grecji. W lutym 1271 r. jego wojska zajęły Durazzo i wdarły się w głąb Albanii. W lutym 1272 r. Karol przyjął tytuł króla Albanii. Zdobycze te, choć nie przynoszące dochodów, umocniły pozycję Karola na Bałkanach. Do antybizantyjskiego sojuszu udało mu się również nakłonić władców Serbii i Bułgarii.

## Karol i papież Grzegorz X
Stosunki Karola z nowy papieżem były początkowo dobre. Karolowi pozostawiono wszystkie jego dotychczasowe tytuły. Karol obawiał się jednak pomysłów nowego papieża, które mogły zagrozić jego planom. Unia kościołów mogła przeszkodzić mu w podboju Bizancjum, a wybór cesarza, do czego dążył papież, osłabić wpływy Karola wśród włoskich gwelfów. Na razie jednak Karol potrzebował poparcia papieża w rozpoczynającej się właśnie wojnie z Genuą. A Grzegorz X nie miał zamiaru być postrzegany jako narzędzie w rękach Andegawena.
Napięte od kilku lat stosunki z Karola z morską republiką doprowadziły w listopadzie 1272 r. do otwartej wojny. Karol skonfiskował majątki i aresztował wszystkich Genueńczyków (oprócz gwelfów), jacy znaleźli się na terytorium jego państwa. Genua stawiła jednak twardy opór i jedynym sukcesem Karola było opanowanie portu Ajaccio na Korsyce. Jesienią Karol zaatakował terytorium republiki od strony Toskanii i Piemontu. Genueńczycy próbowali zyskać poparcie papieża Grzegorza i króla Kastylii Alfonsa X, ale bezskutecznie.
Wojna z Genuą przeciągała się, a tymczasem papież Grzegorz zaproponował cesarzowi Michałowi unię kościołów. Michał uznał, że jest to jedyny sposób aby oddalić groźbę inwazji Karola. Tym skwapliwiej przystał więc na papieską propozycję. W 1273 r. zaczęły się rozmowy. Karol nie był z tego faktu zadowolony, ale musiał być posłuszny papieżowi. Do unii doszło ostatecznie na soborze w Lyonie w 1274 r. Rok wcześniej dokonano również wyboru króla niemieckiego. Został nim hrabia Habsburga Rudolf I.
Wybór Rudolfa przyczynił się do odrodzenia Ligi Gibelińskiej, w skład której weszła również Genua. Tym samym Karol znalazł się w stanie wojny z całą Ligą. Papież Grzegorz poparł wprawdzie Karola rzucając ekskomunikę na jego przeciwników, ale jednocześnie dał mu do zrozumienia, że nie uważa Karola za człowieka, który zaprowadzi porządek w Italii. Tym kimś miał być Rudolf I. Tymczasem sytuacja w Piemoncie pogarszała się. Wojska Ligi zaczęły odnosić tam coraz większe sukcesy. Zaoferowany przez nią w 1275 r. pokój został odrzucony przez Karola. Do 1276 r. z jego rozległych piemonckich posiadłości pozostały tylko trzy oddalone od siebie miasta i kilka wiosek.
Jedynym sukcesem Karola w tym okresie było zakupienie praw do tronu Królestwa Jerozolimskiego. Wygnana przez Hugona I pretendentka Maria z Antiochii sprzedała 18 marca 1277 r. Karolowi swoje prawa do tronu za 1000 funtów złota i 4000 liwrów dożywotniej renty. W tym czasie nie żył już papież Grzegorz X, który zmarł 10 stycznia 1276 r. Karol przebywał wówczas w Rzymie i wieść o śmierci papieża niezbyt go zasmuciła.

## Zenit potęgi
Karol pozostał w Rzymie w czasie konklawe, na którym na papieża wybrano Innocentego V, który cieszył się przychylnością Karola. Dzięki mediacji Innocentego zawarto pokój z Genuą. Rozwiązało to Karolowi ręce w wojnie z resztą Ligi i pozwoliło mu odbudować swój stan posiadania w Piemoncie i Toskanii. Innocenty V zmarł jednak już 26 czerwca 1276 r. Jego następcą został Hadrian V, ale zmarł przed konsekracją. Na papieża wybrano więc Jana XXI. Był on przychylny wobec Karola, ale nie miał zamiaru popierać jego planów dotyczących podboju Konstantynopola.

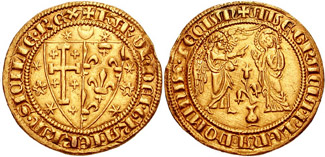
Monety Karola Andegaweńskiego

Brak poparcia papieża nie przeszkadzał Karolowi w prowadzeniu wojny z cesarzem. Wojna nie przebiegała jednak po myśli króla. Wojska bizantyjskie odnosiły sukcesy w Grecji, rozszerzając swój stan posiadania kosztem łacinników. Karolowi udało się natomiast poddać swojej władzy Królestwo Jerozolimskie, gdzie rozczarowani rządami Hugona I baronowie złożyli przysięgę na wierność Karolowi. Oddalona prowincja nie przedstawiała jednak dla Karola większej wartości. Wolałby podbić Cypr, ale papieże upominali go, że jest to niemożliwe.
Papież Jan XXI zmarł już w 1277 r. Jego następca, papież Mikołaj III, nie był papieżem, który przypadł do gustu Karolowi. Sytuacja w Piemoncie w tym czasie znów się pogorszyła i Karol musiał szukać zbliżenia z papieżem. Złożył mu zwyczajowy hołd z Sycylii i musiał zrezygnować z godności senatora i cesarskiego wikariusza. Doszło również do porozumienia Karola z Rudolfem I. Rudolf miał otrzymać koronę cesarską i uznać prawa Karol do Prowansji. 22 sierpnia 1280 r. zmarł na atak serca papież Mikołaj III. Nowy papież, Marcin IV, był zadeklarowanym stronnikiem Karola. Od strony papiestwa Karol nie musiał się już niczego obawiać.
Nowy papież pomagał Karolowi jak mógł, ale sycylijskiemu władcy nie przyniosło to wielkich sukcesów. Podjęty w 1281 r. atak Karola na Piemont, wskutek użycia zbyt małych sił zakończył się klęską. Pozycja Andegawena w środkowej Italii również osłabła, mimo iż papież reaktywował Ligę Gwelficką. Karol doszedł jednak do porozumienia z Rudolfem. Córka króla Niemiec miała poślubić wnuka Karola. Rudolf miał wydzielić w górze Rodanu nowe królestwo dla najstarszego syna i następcy Karola, księcia Salerno. Andegawenowi udało się utrzymać władzę na Rzymem. Kilkuletni okres pokoju w jego południowowłoskich posiadłościach korzystnie wpłynął na stan jego skarbca. Nadszedł więc czas na z dawna planowaną wyprawę na Konstantynopol.
W 1278 r., po śmierci Wilhelma II, Karol został księciem Achai. W wyniku namów Karola papież zerwał porozumienie z Michałem VIII. Wojska Karola ponownie rozpoczęły działania wojenne w Albanii, jednak bez oczekiwanych sukcesów. Tymczasem Karol zbierał potężną flotę, która wiosną 1282 r. miała wyruszyć na podbój Konstantynopola.

## Upadek

### Spisek
Znajdujący się u szczytu potęgi Karol zapomniał, że ma w Europie potężnych nieprzyjaciół. Zaliczało się do nich królestwo Aragonii, gdzie znaleźli schronienie liczni stronnicy Hohenstaufów. Królestwem tym władał od 1276 r. zięć Manfreda, Piotr III. On i jego żona mieli zamiar odzyskać dziedzictwo Manfreda. Utwierdzał ich w tym przekonaniu czołowy włoski stronnik Hohenstaufów, Jan z Procidy. W pewnym momencie plany króla Aragonii zbiegły się z planami Michała VIII, który za wszelką cenę chciał oddalić od siebie groźbę andegaweńskiej inwazji. Nie wiadomo kiedy aragońskie ambicje zaczęły być wspomagane bizantyjskim złotem. Legenda o licznych podróżach Jana z Procidy do Konstantynopola i poparcie papieża Mikołaja III dla planów Piotra wydają się jednak mało prawdopodobne.
Pod koniec 1280 r. Piotr III był tak zajęty przygotowaniami do wojny, że nawet się z nimi nie krył. Wiedział jednak, że jego powodzenie zależy od postawy mieszkańców królestwa Karola. Tu nieocenioną pomoc okazał Jan z Procidy. Zdawał on sobie sprawę, że w części kontynentalnej rządy Karola cieszą się sympatią. Wiedział również, że władza Karola jest bardzo niepopularna na Sycylii. Tam też miało rozpocząć się powstanie przeciwko Karolowi. Liczni agenci ostrzegali Karola o niebezpieczeństwie, ten jednak był tak pewny swego, że nie zwracał na te ostrzeżenia uwagi. Jego myśli całkowicie pochłaniała wyprawa na Konstantynopol.

### Nieszpory sycylijskie
30 marca 1282 r. na placu przed kościołem św. Ducha w Palermo śpiewem i rozmowami skracano sobie czas przed zbliżającymi się nieszporami. W pewnym momencie na zatłoczony plac weszła grupa francuskich żołnierzy. Nie zważając na chłodne przyjęcie postanowili przyłączyć się do zabawy. Jeden z nich, sierżant nazwiskiem Drouet, porwał do tańca młodą mężatkę. To rozwścieczyło jej męża, który zaatakował Droueta nożem i pozbawił go życia. Towarzysze sierżanta ruszyli mu na pomoc i sami zginęli z rąk Sycylijczyków. Wkrótce dzwony kościelne zabiły na nieszpory. Przy ich biciu Sycylijczycy rozbiegli się po mieście z okrzykiem „Śmierć Francuzom!”. Ginął każdy, kto nie potrafił wypowiedzieć słowa „ciciri”. Nim nastał poranek życie straciło 2000 Francuzów.
W ciągu kilku dni zamieszki rozszerzyły się na całą Sycylię. Karol przebywał w Neapolu, gdy na początku kwietnia dostał wieści o rzezi w Palermo. Karol początkowo nie potraktował rebelii poważnie. Dopiero, gdy 28 kwietnia przyłączyła się do niej Mesyna, a wysłana przeciwko Palermo andegaweńska flota została zniszczona, Karol zrozumiał powagę sytuacji. Panie Boże, jeśli spodobało ci się złamać mą potęgę, pozwól jedynie, by działo się to powoli – modlił się. Wyprawa na Konstantynopol została odwołana. Flota zebrała się w cieśninie mesyńskiej, skąd Karol chciał ją osobiście poprowadzić przeciwko zbuntowanej wyspie.
Karol mógł liczyć na poparcie papieża, mimo iż Sycylijczycy prosili go, aby roztoczył nad nimi swoją opiekę. Karola popierał również król Francji Filip III. 6 sierpnia Karol przypuścił pierwszy atak na Mesynę. Po odparciu pierwszego szturmu spróbowano mediacji legata papieskiego. Gdy i ona okazała się bezskuteczna, 15 sierpnia zaatakowano ponownie. I ten atak został odparty. Karol zarządził więc blokadę twierdzy. 14 września ponownie spróbował szturmu, ale z identycznym skutkiem jak poprzednio.
Tymczasem Sycylijczycy złożyli hołd Piotrowi Aragońskiemu. 30 sierpnia 1282 r. Piotr III wylądował w Trapani. 2 września przybył do Palermo, gdzie 4 września został okrzyknięty królem Sycylii. Wysłał poselstwo do Karola, domagając się opuszczenia wyspy. Karol zgodził się na to, ale zastrzegł, że jego wojska mogą w każdej chwili powrócić. Następnie odpłynął do Kalabrii. 2 października Piotr tryumfalnie wkroczył do Mesyny.
Powstanie sycylijskie dobiegło końca. Rozpoczęła się wojna europejska.

### Wojna z Aragonią
Zachęcony dobrym przyjęciem na Sycylii, Piotr postanowił przenieść działania wojenne na kontynent. Pod koniec października Aragończycy wylądowali w Kalabrii, odcinając armię Karola, która stacjonowała w Reggio. Blokada była jednak mało skuteczna i armia andegaweńska bez większych strat wydostała się z okrążenia. Karol wysłał przeciwko Aragończykom swoją flotę, która skutecznie uniemożliwiła im zacieśnienie blokady. Zimą wojna utknęła w martwym punkcie. Było to na rękę Piotrowi, gdyż okazało się, że nie może liczyć na szersze poparcie. Karol natomiast dysponował całkowitym poparciem papieża i króla Francji, którzy uznali nieszpory za osobistą zniewagę.
Tymczasem Karol popadł w problemy finansowe. Swoją realizowaną z rozmachem politykę zagraniczną finansował głównie za pomocą licznych pożyczek, więc po utracie Sycylii i zaprzestaniu składania danin przez emira Tunisu (do czego ten się zobowiązał w 1270 r.), Karol tonął w długach. Wpadł więc na pomysł jak rozstrzygnąć konflikt tanim kosztem. Zaproponował mianowicie Piotrowi, aby o panowaniu nad Sycylią zadecydował pojedynek obu monarchów. Miał on się odbyć 1 czerwca 1283 r. w Bordeaux. Każdy z królów mógł przyprowadzić ze sobą 100 rycerzy. Piotr zgodził się na to, pod warunkiem, że będzie mógł do tego czasu swobodnie prowadzić działania wojenne.
Pomysł Karola wystraszył papieża, który napisał do króla list zabraniający mu udziału w pojedynku. Karol przeszedł nad tym do porządku dziennego. 12 stycznia 1283 r. powierzył swojemu synowi Karolowi rządy nad królestwem, a sam ruszył na północ. 9 marca spotkał się z papieżem w Viterbo, gdzie powierzył mu opiece swojego syna. Pięć dni później był we Florencji, skąd udał się do Viareggio, gdzie wsiadł na statek, którym popłynął do Francji. W kwietniu spotkał się w Paryżu ze swoim bratankiem, Filipem III.
Spotkanie miało nastąpić 1 czerwca, ale nikt nie wyznaczył godziny. Wczesnym rankiem pojawił się Piotr i nie zastał przeciwnika. Jego heroldowie ogłosili przybycie króla, po czym orszak zawrócił uznając, że niestawienie się przeciwnika spowodowało jego zwycięstwo. Parę godzin później na placu pojawił się Karol i postąpił według tego samego schematu. Parę dni później obaj królowie opuścili Bordeaux, wyzywając swojego przeciwnika od tchórzy.
O dalszych losach wojny przesądził papież Marcin IV, który 13 stycznia 1283 r. nadał status krucjaty każdej wyprawie przeciwko Piotrowi, Sycylijczykom i ich stronnikom. Karol przekonał swojego królewskiego bratanka, aby podjął się tej krucjaty. Filip III zwlekał przez pewien czas, ale ostatecznie 2 lutego 1284 r. ogłosił swojego młodszego syna Karola królem Aragonii.
Wojna w Italii trwała nadal. W północnej części półwyspu sukcesy odnosili stronnicy papieża, jednak na południu książę Karol z Salerno cierpiał na brak gotówki, który uniemożliwiał mu efektywne prowadzenie wojny. Podobne problemy miała regentka Sycylii, królowa aragońska Konstancja. Dodatkowo rządy aragońskie przestały się cieszyć sympatią Sycylijczyków, a niektórzy możni panowie przemyśliwali o przejściu na stronę Andegawena. Działania wojenne na lądzie praktycznie ustały. 
Sycylii broniła niewielka, ale dobrze przygotowana flotylla aragońska pod wodzą admirała Rogera z Laurii. W lipcu 1283 r. zniszczył on eskadrę andegaweńską pod Maltą, co spowodowało kapitulację Malty, Gozo, Ischii i Capri. Po porażce koło Malty Andegawenowie rozpoczęli zbieranie wielkiej floty; Roger, mając dużo słabsze siły, postanowił zniszczyć flotylle wroga zanim zdołały się połączyć. 5 czerwca 1284 r. udało mu się sprowokować Karola do wyjścia z portu z jego eskadrą (ojciec zabronił mu podejmowania jakichkolwiek działań wojennych, dążąc do konsolidacji sił). W bitwie morskiej pod Neapolem Karol poniósł klęskę i dostał się do niewoli. Karol I dotarł 6 czerwca do Gaety, najdalej na północ wysuniętego portu w swoim królestwie. Na wieść o niewoli syna powiedział: Kto traci głupca, nic nie traci. Na wieść o klęsce morskiej w Neapolu i innych miastach wybuchły zamieszki. Karol I natychmiast pospieszył do Neapolu, gdzie kazał powiesić 150 prowodyrów zamieszek.
24 czerwca 1284 r. Karol jeszcze raz spróbował inwazji na Sycylię. Na przeszkodzie ponownie stanął Roger z Laurii, który z sukcesami atakował flotę andegaweńską. Ostatecznie w sierpniu Karol wycofał się z Kalabrii i ogłosił, że odkłada inwazję do wiosny 1285 r. Wkrótce podniosły go na duchu wieści o niepokojach na Sycylii, gdzie ludność narzekała na rządy aragońskie. Jednocześnie jednak kończył się sen o imperium andegaweńskim. Księstwo Achai było lojalne, ale od kiedy Karol mianował miejscowych wielmożów na urząd wicekróla, ci przestali przysyłać mu ludzi i pieniądze. W Albanii pozostawała w rękach Karola tylko twierdza Durazzo i wyspa Korfu. W Królestwie Jerozolimskim jego władzę uznawano tylko w Akce, gdzie rezydował jego bajlif. Jego pozycja była jednak tak słaba, że nie robił nic bez zgody baronów i zakonów rycerskich. Ci zaś przenieśli swoją sympatię ponownie na króla Cypru.

## Śmierć i dziedzictwo

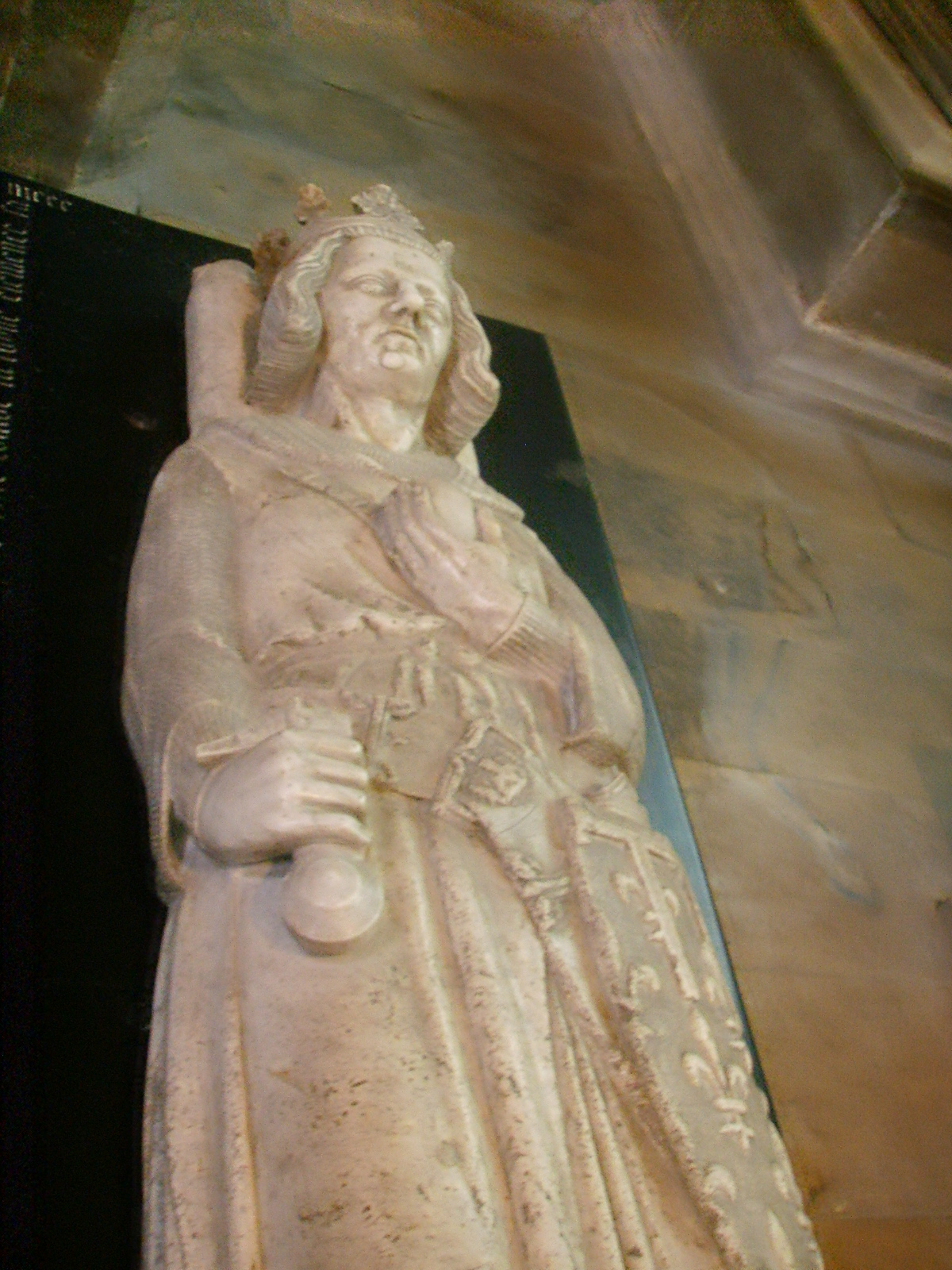
Grobowiec Karola I

Zimę 1284/1285 Karol spędził w Brindisi. Był pełen optymizmu. Nadzorował pracę swojej kancelarii, polecając jej usprawnienie działań administracji i zorganizowanie powszechnego zaciągu przez wiosenną wyprawą. W grudniu udał się do Melfi, gdzie spędził Boże Narodzenie. Pod koniec miesiąca udał się do Foggii. Tam podupadł na zdrowiu, wciąż jednak pracował. Wstrząsnęła nim wiadomość, że niektórzy z jego urzędników uchylali się od płacenia podatków, przekazując swe dobra na rzecz Kościoła. 2 stycznia 1285 król surowo zakazał takich praktyk. Było to ostatnie jego publiczne wystąpienie.
6 stycznia poczuł, że traci siły i sporządził testament. Królestwo miało przypaść jego najstarszemu wnukowi, Karolowi Martelowi. Do czasu gdy osiągnie pełnoletniość, albo Karol z Salerno powróci z niewoli, regentem miał być Robert II d’Artois. Dworzanom zapisał do podziału 10 000 uncji złota, które mieli dostać pod warunkiem, że zaprzysięgną wierność jego następcom. Karol polecił swoje królestwo opiece papieża.
Tę noc Karol spędził na modlitwie. Panie Boże, wierzę prawdziwie, że jesteś mój Zbawiciel, błagam Cię więc byś zmiłował się nad mą duszą. Ty wiesz, żem wziął Królestwo Sycylii dla Świętego Kościoła, nie zaś dla własnej korzyści czy zysku. Odpuść mi więc grzechy moje – modlił się. Zmarł nazajutrz rano, w sobotę 7 stycznia 1285, w wieku 58 lat. Jego ciało przewieziono do Neapolu i pochowano je w marmurowym grobowcu.
Wojna trwała jeszcze wiele lat. Zakończyła się pokojem w 1302 roku. Sycylia nigdy nie powróciła już pod władzę domu andegaweńskiego. Andegawenowie umocnili się natomiast w Neapolu, gdzie tamtejsza dynastia przetrwała do połowy XV wieku.